# Bastia Mondovì
Bastia Mondovì är en ort och kommun i provinsen Cuneo i regionen Piemonte i Italien. Kommunen hade 667 invånare (2018).